# 重文 (小惑星)
重文（しげふみ、6979 Shigefumi）は、小惑星帯にある小惑星。北海道の円舘金と渡辺和郎が発見した。
1990年にフィールズ賞を受賞した日本の数学者、森重文から名付けられた。